# میرکل مایل شاپس

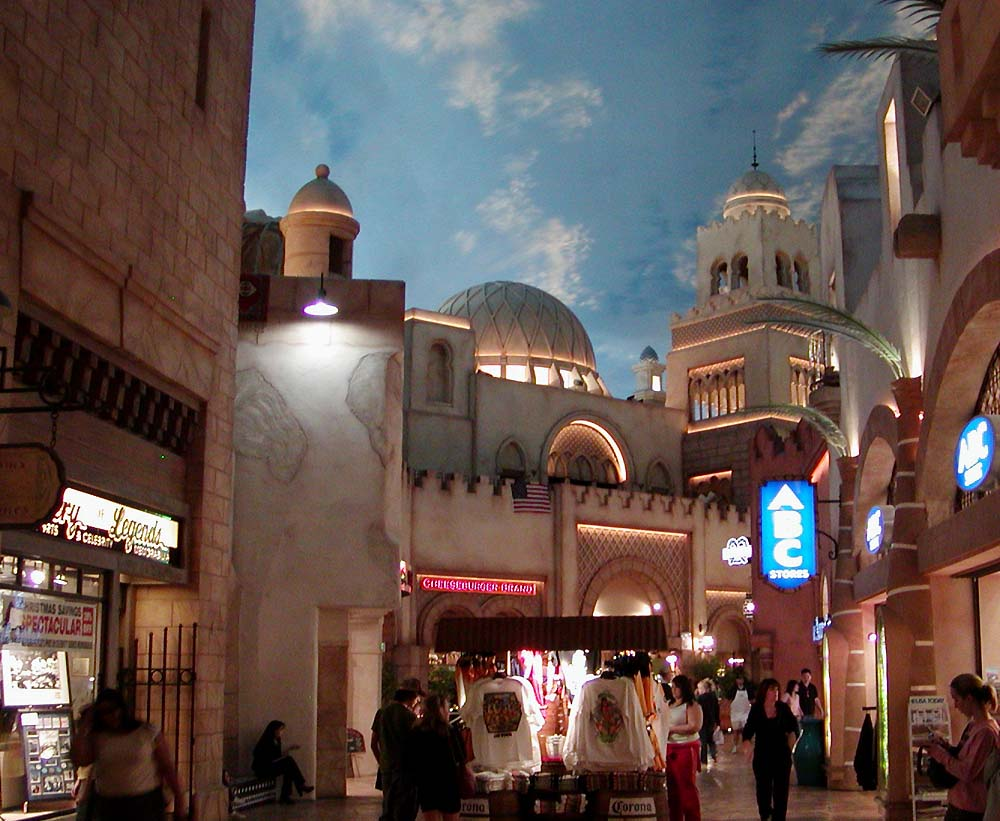
پاساژ صحرایی علاالدین واقع در این مرکز خرید

میرکل مایل شاپس یا فروشگاه‌های خرید مایل معجزه‌وار (به انگلیسی: Miracle Mile Shops) تأسیس ۲۰۰۰، نام یکی از معتبرترین مراکز خرید در لاس وگاس است. 
این مرکز سرپوشیده در نوار لاس وگاس قرار دارد، و با بیش از ۴۴۰۰۰ متر مربع وسعت دارای ۱۵ رستوران و بیش از ۱۷۰ فروشگاه مهم است.